# Pseudomyrmex elongatulus
Pseudomyrmex elongatulus é uma espécie de formiga do género Pseudomyrmex, subfamilia Pseudomyrmecinae.
Esta é uma espécie muito estendida e comum desdo México até Argentina. Olhos longos, cabeça predominantemente opaca e tamanho pequeno (HW 0.56-0.68), estas são algumas das características de Pseudomyrmex elongatulus.

## História
Esta espécie foi descrita cientificamente por Dalla Torre em 1892.